# 瑪奇
《瑪奇》是一個以西歐凱爾特神話為背景的3D大型多人在线角色扮演游戏。遊戲由南韓Nexon公司devCAT工作室製作，並由Nexon營運，主要營運地區為東亞（依推出時間為南韓、日本、台灣、香港和大陸）、北美、大洋洲和歐洲（包括以色列和土耳其）。目前此遊戲只適用於Microsoft Windows作業系統。
《瑪奇》原文名「Mabinogi」一詞源自於西歐中古吟遊詩人所演奏的歌曲，建構出遊戲中的世界——愛爾琳（Erinn）。遊戲引擎雖然是以三維顯示遊戲中的一花一草，但亦塑造出如人手繪畫似的平面質感。這個遊戲的最大特色是它沒有一個特定的劇本，玩家可以隨心所欲進行不同的活動，飼養寵物，或是自行選擇提升不同的技能。儘管開發商在遊戲推出了主線任務，但玩家仍可以玩其它東西。
遊戲於2004年得到韓國最佳優秀獎、技術創作獎和由南韓影像物分級委員會選定為年度最佳影像物等殊榮。
2012年7月30日，《新瑪奇》的「創角大廳」與「遊戲介面」更新，讓玩家可更直覺地體驗全新內容

## 遊戲內容
《瑪奇》是一個以幻想世界為藍本的大型多人在線角色扮演遊戲（MMORPG），設定於類似中世紀歐洲。與其他網絡遊戲不同的是，玩家沒有強制職業分類，可於轉生時選定技能修習方向，通過練習不同的技能來使角色的各方面能力變得更強。除此之外，玩家亦可選擇角色的年齡、技能的組合、角色稱號等等。不同的生活習慣亦會改變角色的體型，例如進食。玩家亦可使用動作，來改變角色交談時的樣子，或是進行一些小活動例如釣魚、進行兼職、生營火、個人農場等等。
雖然《瑪奇》是以西歐塞爾特神話為背景，但遊戲中沒很確實地表達出該神話的意思，並且故事內容與標題的馬比諾吉昂完全沒有關係。而它的標誌是採用凱爾特結的形式，同類型的結都同現在遊戲的不同的地方。而遊戲中的情節會不斷增加，以「代」（Generation）和「季節」（Season）為單位來增加新地區、人物和主線任務。

### 遊戲介面和操作方式
《瑪奇》是一個3D網絡遊戲，採用由Nexon開發的Pleione和Sahara引擎；但同時亦加上二維的手繪質感。玩家可以任意旋轉和並放大縮小畫面。遊戲中的圖形使用者介面與微軟視窗的操作系统相似，包括畫面下方的工具列及左下角的「開始」按鈕等。玩家可以改變面版的顏色，或是改變快捷鍵的設定。
遊戲時間中的一年等於真實時間的一個星期，每個遊戲時間的一天便是真實時間的36分鐘。每天會出現不同的效果，每個現實時間的一星期內的每一天都會有一個不同的名稱，遊戲畫面的上方會顯示該天的日期效果；例如在現實時間的每個星期六12:00玩家便會長大一歲，然後一直循環，直到25歲時（一開始可選擇10到17歲）身體便不會增長。另外購買了夢想生活VVIP卡或特殊禮物服務卡的玩家更可每天收到不同的禮物。遊戲時間中的日與夜會呈現出不同的環境光度。
此遊戲以即點即走的模式來行動，玩家只需點擊角色所需前往的目的地。另外只要單擊地圖上的一點，玩家就會被自動走到畫面顯示不到的目的地；另外近期也增加了用鍵盤移動角色的功能，可以在設定中的快捷鍵設定。如果在畫面下方的對畫框中輸入表情符號的話，其角色的臉上會出現相應的樣子。

### 角色
《瑪奇》著重玩家育成自己所創立的角色。玩家能改變角色的外表、技能組合、稱號等等。目前每個帳號可以任意創立120個不同的角色，包括人類、精靈、巨人及寵物。在創立角色時，玩家可以改變他的性別、髮型、樣子、衣服及年齡。完成設定後玩家便可在愛爾琳中探險。《瑪奇》設有重生服務，方便想重新設定角色的玩家。以往玩家以點數購買人物卡才能使用重生服務，但在大部份的版本已經開放免費重生。
在愛爾琳中有3個不同的種族，分別是人類、精靈和巨人。人類主要居住在歐拉大陸。精靈主要居住在對岸的比路里亞，有著長的耳朵和靈巧的身材。巨人住在長年下雪的巴雷斯，有著巨大的身材。遊戲設定精靈和巨人是世仇，過去在他們的居住的地方中會出現一些守衛防止敵族入侵，守衛也會攻擊支持敵對陣營的人類；但自從G9以後為了阻止影子世界的擴張，精靈族與巨人族彼此放下對敵族的成見分別派軍隊進駐塔爾汀；G18以後精靈村莊與巨人村莊大整修以後，守衛也不再攻擊敵族，這也代表著精靈與巨人的關係由緊張趨向緩和狀態。
玩家的活動主要被三種數值控制，生命值（HP）、魔法值（MP）和耐力值（SP）。生命值是以紫紅色的棒表示的，當角色沒有所有的生命值時，便會進入不能行動狀態。魔法值是藍色的，使用魔法技能時便需要它，魔法值會以極慢速度回復，在艾維卡（月亮）升起時便會加速回復。耐力值是黃色的，大部份的技能在使用時都會需要它；如果長期不吃食物（包括水果、餐点）的話，棒中的黑色部分會增多，即俗稱的飢餓度，最大會達到耐力值上限的50%，飢餓部分的耐力消耗速度遠大於正常耐力，而回復速度則低於正常耐力。除基本的三項外，另外還有「力量」、「敏捷」、「智力」、「幸運」、「意志」、「攻擊」、「防禦」和「保護」等，均會影響角色的活動。
經驗值是影響角色的一個重要因素。遊戲包括兩種等級，即是一般等級和探險等級。一般等級在戰鬥後、生活技能的使用、完成部份任務、進行探險（一點）都能獲得，探險等級需在完成探險任務後獲得。當達到一定經驗值後便會升級，會獲得包括技能點數「AP」（下節將再提及）在內的獎品。注意的是一般等級最多只能一次性地升至第200級，探險等級只能一次性地升至第30級。（现已经开放到50级）
當玩家達成不同的要求後便能獲得不同的稱號。稱號會顯示在每個角色的頭上，在角色名稱的旁邊；有時候可以同時使用2種不同的稱號。不同的稱號會影響角色的能力值。目前新增的才能系统，也提供另外一套等級的稱號。

而到了G17S1經典的版本後，開始推出才能系統，以相關技能組合成一個才能（也有些技能與其他才能重複），並且每個技能都有相關才能的經驗，才能共細分成旅行、近距戰鬥、魔法、弓術、貿易、戰鬥煉金術、格鬥術、音樂、槍、祝福、煉成煉金術、食物、鐵匠技術、剪裁、藥品研究、木工技術等16樣才能，並且才能階級細分成16個等級，銅（1至5等），銀（6至10等），金（11至15等），而16等則是要進行一代宗師的相關任務才可以獲得「特金」，而才能稱號有增加能力的功能和效果。

### 技能
《瑪奇》是以技能來代替其他遊戲所提供的職業模式，幾乎所有的活動都牽涉到技能的範疇。遊戲中包括不同種類的技能，即是戰鬥、魔法、生活、煉金術、武鬥術、音樂、人偶術、忍者、聖/闇騎士/野性化（變身）半神化技能以及動作技能；不同的技能能使《瑪奇》的生活更多元化。技能是需要透過等級來使之更強，除了要完成升級所提供的要求外技能點數是升級的鑰匙。而且所有技能提升都會增加玩家永久基礎數值，學會越多技能的玩家角色更加強大。技能等級是由「練習級」開始，然後是「F級」至「A級」，再由「9級」至「1級」。（有些技能會在第6級完結，代表尚未開放）如果玩家已完成修練的話，可以挑戰升段考試（未取得大師稱號也可參與升段考試，但稱號無法使用）。
戰鬥技能類別收錄物理性攻擊的技能，主要分為近距離戰鬥和遠距離戰鬥。該類別的主色為紅色。魔法技能收錄所有需耗用魔法值的技能，包括攻擊魔法（再區分為雷系、火系和冰系）、輔助魔法（治療、防護等）和組合魔法（需2種攻擊魔法同時配合）。
玩家的角色除了一般的形態外還可變身成另一形態，人類可變身成聖騎士（需完成G2主線任務）或闇黑武士（需完成G3主線任務，但不能再次變成聖騎士），精靈和巨人可進行野獸化（需完成G2主線任務）。變身後能使用其特定的技能來輔助戰鬥；如果當「神聖之心」（聖騎士）、「渾沌之心」（闇黑武士）、「克諾斯之怒」（精靈）、「菲西斯守護者」（巨人）技能升至某一級時，其變身身份會升至下一階段，會變成另一個樣子，遊戲時間一天（早上六點起至翌晨六點前）只可變身一次。半神化技能類別能強化及加速回復角色的能力值，分為妮潘之力（需完成G10主線任務）、黑暗之力（需完成G11主線任務）及茉麗安之力（需完成G12主線任務）。玩家會在背後長了一對翼，並能使用其類別中的相關技能，但其中只有光之覺醒（半神化起動）及闇影之靈為共通，而光之力或是翼之力則只可選擇一方使用和提升修煉值。此系技能使用後皆會消耗技能修煉值，一旦一級的修煉值耗盡而繼續使用則會令技能降級。修煉值可經由重生及等級提升來增加或補充。
煉金術類別類似魔法技能，但另需配備鋼瓶和煉成（或買回來的）的結晶。此技能類別中分為「基礎煉金」和「伸廷煉金」的類別。基礎煉金類別中的技能主要用作煉製結晶，伸廷煉金類別中的技能主要將不同結晶的能力發揮出來。
生活技能類別中的技能不會直接和戰鬥拉上關係，但因為同其他技能，每個生活技能都有永久加成數值（重生後亦不會消失），如力量、敏捷、魔力、耐力值、魔法值、生命值。雖然每級間增加不多，當累積到一定程度也會對戰鬥能力大幅提升，同時也帶給遊戲更大的樂趣，甚至有專門只從事生產完全不戰鬥的玩家。有些技能能輔助戰鬥（例如包紮、藥草知識等），有些技能能藉原材料生產物件（例如冶煉、衣服製作等），有些技能能創作和演奏音樂（音樂知識、作曲和演奏音樂）。動作類別不是技能的一種，此類別中的動作全部都是小活動，不需修練，除了身體動作之外也沒有任何附加效果。表情動作也是動作類別的分支，以表達出玩家現在的情緒。
為了使戰鬥增加互動感，遊戲賦予怪物一些玩家不能習得的技能。其中「抵抗」、「自然防護」、「魔法反射」被歸納為被動防護技能(俗稱pd技能)，當牠們遇到攻擊時會自動發動，減少傷害同時也不會因此而陷入僵直或擊退。雖然玩家無法學習，但部分裝備也擁有以上效果，變身後也會暫時性的取得。

### 戰鬥模式
遊戲中的戰鬥系統是由技能互相剋制以及技能產生時間差距構成的，有時候亦可以加上其他戰鬥上的輔助。玩家可以選擇類似於格鬥遊戲的手動操作模式，或是選擇技能後自動使用，或是連續攻擊的自動操作模式。等級愈高的技能除了傷害提升外，也有一些會減少詠唱和蓄力時間、或攻擊距離提升的，以便更迅速地作出反應與攻擊。不同的戰鬥技能有互相剋制的關係，各種格鬥技能與普通攻擊有類似「剪刀、石頭、布」的相生相剋關係。玩家亦可為角色選擇不同的武器來輔助戰鬥，例如劍、槍、弓和弩等。某些食物會能強化戰鬥力，或是使用中毒效果、魔法音樂、精靈武器等來輔助戰鬥。
三個種族分別有各自在戰鬥上的優劣勢與專屬技能：
| 總族 | 優勢                                                                       | 劣勢                                           | 專屬技能                                            |
| ---- | -------------------------------------------------------------------------- | ---------------------------------------------- | --------------------------------------------------- |
| 人類 | 近、遠戰均可學習 可以裝備幾乎所有防具 可以雙持單手劍                       | 技能消耗耐力較多 移動速度最慢                  | 無限斬擊 旋風箭 神聖之心／渾沌之心（變身）          |
| 精靈 | 移動速度為三個種族中最快 弓箭進行普通攻擊時會連續發射兩支箭 能騎在馬上射箭 | 無法裝備雙手武器和騎槍 無法雙持武器 生命值較低 | 毒雲箭 終極射擊 隱身（動作技能） 克諾斯之怒（變身） |
| 巨人 | 能同時裝備雙手劍+盾 可以雙持鈍器 移動速度比人類略高（比精靈慢）            | 魔法技能消耗較多 無法使用弓箭類技能            | 跺腳 投擲攻擊 嘲諷 暴風防護 菲西斯守護者（變身）    |

無論敵方或玩家，遭受攻擊時均會出現僵直狀態，打擊到一定次數後會造成擊退；武器標示為N擊武器，即表示在正常攻擊下第幾擊會造成擊退。早期就有玩家發現，根據敵人僵直回復程度進行有節奏的攻擊，可以讓2擊武器進行3次攻擊、或讓3擊武器進行4次攻擊，能有效地提升戰鬥效率，這個技巧被玩家稱為N+1。
當玩家受到攻擊時，生命值會受到扣減。生命值中顯示的暗紅色的部份，表示可以透過藥水、食品、治療技能或休息等自然回復；若是顯示黑色，則是所謂的「負傷」，只能透過包紮技能和治療所進行回復，也就是變相的限制生命的最大值。當玩家受到強大的攻擊但不至於要死去時(受到的攻擊超出角色生命值總量)，會顯示出「DEADLY」狀態；一旦再次受到攻擊（包含丟石頭），就必定會死亡。當玩家戰鬥至死後，可以利用不同的方法復活（注：復活不等於重生），不同的方法都要付出不同的代價。
在《瑪奇》中，所有的戰鬥都在地圖上直接上進行，不用再另闢新地。因此玩家可直接在城郊和怪物戰鬥。玩家之間亦可在直接進行對戰（即pvp系統），或是聖／闇騎士之間的對戰。遊戲系統防止玩家經常在同一個地方練功，便推出「定點處罰」（購買VIP服務者無定點處罰且增加10%經驗值獎勵）。但亦另外開闢了一些給玩家進行練功的地方，包括地下城、競技場、遺跡、祭壇。地下城在歐拉大陸的大部份城鎮，玩家需在女神的祭壇上投下一個物件或是地下城通行證便能到達不同的地下城地圖；前往競技場則需要先在相同的祭壇上投下競技場硬幣，然後才能和其他玩家進行戰鬥。遺跡設置在伊利亞大陸，進入方法和地下城一樣，地點也会随着时间而位置不同，到時玩家需探測另一個隱藏的地點；只有比路里亞的遺跡設有競技場。塔拉和塔爾汀沒有地下城，但有祭壇前往影世界進行影任務。在地下城系統中，地圖是由戰鬥地點和通道組成，例如在地下城中會設有柱子或寶箱的房間，有些房間需要鑰匙才能開啟；遺跡也是採用相同的模式。而影世界則是將玩家帶入和愛爾琳截然不同的影世界來進行影子任務，以角色的才能等級來判斷應該進行那一個級別的任務。

### 活動、探險和任務
除了戰鬥外，《瑪奇》創造不同的小遊戲和活動來增加遊戲的趣味性。大部份的生活技能都屬於小活動；生產技能可以生產出不同的東西，這些產品能再進一步地使用（例如製成武器、衣服和其他物品），有些官方所舉辦的活動都是圍繞着這些生活技能（例如艾明馬夏料理比賽）；遊戲中的樂譜是由Music Macro Language編成的，玩家可以藉此自行編寫一首音樂。在塔爾汀，玩家可以進行耕作，然後賣出收穫。在巴里地下城能採集礦石進行加工，或是利用由蜘蛛吐出來的蜘蛛絲來進行紡織等動作。瑪奇也推出個人浪漫農場系統，與塔爾汀農田不一樣的地方在於這是每個玩家的獨立空間。農場的創立會由系統引導，創立後可以依照自己喜好佈置農場，也可以藉由每日提供的農場石進行建設，並且可以製造出蘋果樹、藥草堆、奎林礦石堆的採集物（但現實每日皆設有採集數量），也可以創造房屋或生產工具（例如手紡車、熔爐等）等。農場也有等級系統，依照每個等級所需的「chick」來提升農場等級，農場等級提升後可以設置更高級的作物，並且也會增加農場面積。「chick可以藉由農場的建設來增加。」《瑪奇》設有結婚系統，一對異性或同性角色如果願意並繳交訂金的話，就可以在教堂內和另一半結婚，其他玩家則可以在旁觀禮。
在對岸伊利亞大陸主要提供不同的探險活動給玩家。玩家可以對怪物進行素描、或是和巨大首領一起戰鬥、開採硫磺及化石、守護龍蛋、木筏及熱氣球探險等等。
某些物品是需要收取金錢的，例如寵物和服務，所有的收費物品是需要使用GASH點數來換購。寵物可以是一個玩家能控制的角色，能直接以寵物的身份登入；亦可以作為自己角色的輔助物，例如代替玩家和怪物戰鬥、暫存物品。但寵物不如一般角色般，只能召喚一段時間，不同的寵物有不同的召喚時間；即使只是直接以寵物登入亦同樣會耗用召喚時間。收費服務亦是另外協助玩家的一個途徑，包括娜歐支援服務、倉儲空間服務、特殊禮品服務和夢想生活VIP卡（以上3種服務的總括）。在愛爾琳世界中有四個社區，分別是杜加德社區、山米爾社區、亞布內亞社區及庫林社區。玩家可以租賃社區內的一間房屋，公會可以藉投標獲得社區中的城堡。但是四個社區都是設於一個獨立的伺服器，而並不是每個分流都有各自不同的版本。另外轉生服務和一張新的角色卡可以在官方網站購買，其他的收費物品則在線上商店上購買。
除了小遊戲外，《瑪奇》中有一些普通的任務。是由委託人（即是NPC）將任務由貓頭鷹寄出任務指令給玩家，當完成任務後亦會有貓頭鷹送出任務的獎勵給玩家。主線任務在《瑪奇》中佔一個重要的地位，幾乎在每一代（除G4至G6外）的推出後就會出現一輯新的主線任務。玩家完成主線任務後可以成為聖騎士或是闇黑騎士，而精靈及巨人亦可透過獸化任務進行變身。玩家可在每天的指定時間玩家都可以找NPC來進行兼職，完成後玩家可獲取一定的酬勞，並不一定只是金錢的獎勵。探險任務會根據角色的探險等級的高低而開放不同階段的任務，每5個等級為一個階段，一共有25個級別。玩家亦可以在塔爾汀或塔拉接下影子任務，會根據角色的才能等級而進行初級（才能等級新手以上）、中級（才能等級傭兵以上）、高級（才能等級首席以上）、最高級（才能等級達人以上）或精英級（才能等級新手以上）的任務，在塔爾汀或塔拉的影子任務都是不同的。
在C4莎士比亞的改版中，新增異空間地圖「雅芬」（Avon），供玩家進行劇本任務，主線以外的劇本任務需從雅芬裡的紙羊身上採集戲曲頁面來製作通行證方可進行，劇本任務的分級方法與影子任務相同，閃爍頁面製作初級、青銅色製作中級、銀色製作高級、金色製作最高級。另外也可以經由雅芬的NPC瑪洛購買「愛爾琳武道大會 第1次戰」與不同城鎮的NPC進行戰鬥，NPC行動模式較其他怪物強悍，但只要打倒後有優渥獎金和經驗值。

### 世界
《瑪奇》以中古世紀的西歐作為藍本，並建立於一個名為「愛爾琳」（Erinn）的世界中，而愛爾琳世界中就分成「歐拉大陸」（Uladh）和「伊利亞大陸」（Iria）以及中央島嶼「貝爾法斯特」（Belfast）。歐拉大陸在西面，伊利亞大陸則在東面，中間被一個海洋隔著（據主線記載，該海名為莫邪海峽）。歐拉大陸主要以中世紀的西歐作為佈景主題，而伊利亞大陸則以大自然為主題。
歐拉大陸是最早出現的大陸，主要是人類居住的。由北至南，有長年下大雪的希德斯特（Sidhe Sneachta）；其中一個人類初始的城鎮 - 堤爾克那（Til Chonaill）；杜巴頓（Dunbarton）主要用作玩家之間的交易場所，因此是其中一個最繁忙的地方；艾明馬夏（Emain Macha）是一個分封地，是建立在山米爾湖畔的城鎮，其名稱是來自其中一個女神 － 馬夏，技能升段考試及美食大會即在此舉行，大教堂則用作舉行婚禮之用；班克爾（Bangor）是一個礦產小鎮，裏面的巴里地下城便能採礦；凱歐島（Ceo Island）位處山米爾湖，是巨魔像的居住地，必須依靠星月門方可前往；卡普港口（Cobh）有手工藝兼職和每日任務，除此之外是連接貝爾法斯特島以及伊利亞克拉港口的新港口。塔爾汀（Taillteann）主要讓玩家修練煉金術，但此地是唯一一個地方設有農地；塔拉（Tara）是王國的首都，會舉行騎士競技、時尚走秀及拍賣會，塔拉王城拉赫也會定期舉辦宴會。凱安港口舊時提供往返拉諾與克拉港口的船隻，但在G15S1改版後即廢港（還是可以進入），海上的運輸工作變更為卡普港口來進行。
伊利亞大陸以不同種類的大自然為主題。拉諾區域（Rano）位於大陸的左下方，是第一個出現的區域，克拉營地在其西南方；克諾斯區域（Connous）主要為沙漠地帶，精靈居住在東北方的比路里亞（Filla），沙漠中央有稱為螞蟻地獄的大型地下迷宮；菲西斯區域（Physis）位於大陸的北面，巨人住在此區域的巴雷斯（Vales），此地長年下雪，有南北地下通道連接拉諾區域；庫爾克勒區域（Courcle）為熱帶雨林區域，位處伊利亞中部，玩家可在此地區發掘遺物，中間隔著一條河，可以在此進行木筏戰；傑利嶺區域（Zardine）位於大陸的最北端，是一個火山區，擁有硫磺礦區及溫泉區，守護龍蛋任務在最北的勒內斯島（Renes），營地區以外的天空則有不同屬性的飛龍瓦伊凡供玩家進行熱氣球空戰。
貝爾法斯特島（Belfast）是在G15S1時更新加入的新地圖，目前島上分為三部份，一是以貿易城市作為背景，島上的種族關係是魔族和人類共同相處的貝爾法斯特轄區，有著不同的每日任務可以進行；二是在貝爾法斯特轄區北方的斯卡哈海岸(Skatha)，有著小小的探險營地（同時也有除了塔爾汀以外第二個新增的煉金術火盆區），以及充滿著黑暗陰森氣息的黑森林，有著劇毒蜘蛛、洞穴巨人。此地也可以進行淨化森林的多人任務，斯卡哈海岸北方是斯卡哈魔女洞窟，內部是陰暗的洞窟地形。三是目前尚未開放的區域托利峽谷。
另外隨著主線任務發展，有時要進入特別地圖以進行戰鬥如最終戰。分別有異世界堤爾納諾（Til Na Nog）（G1）、那世界的班克爾（及萊爾特）（G3）、諸神之都法利亞斯（Falias）（G11）等。完成任務的玩家可經由特定方式再次前往這些地圖，或是前往法利亞斯進行神都尋寶戰。C4起新增的異空間雅芬（Avon）則需依靠主線任務給予的雅芬羽毛才可前往，在此可進行戲曲任務。
在愛爾琳世界中設有天氣系統，以現實世界的每20分鐘作為一個單位。包括天晴、多雲、下雨和雷雨，不同的天氣會影響玩家的活動。
要盡快到達目的地，不同的地區都有不同的運輸工具。歐拉大陸就有星月門，伊利亞大陸則有魔法之門。魔法之門只會在日間開放，而星月門則在晚上開放；星月門所前往的目的地是根據一個循環而出現（G16S1星月門已經和魔法之門一樣可以到任何開啟過的星月門位置），魔法之門則要玩家到目的地的魔法之門先作開啟才可使用。如果要前住對面大陸的話，可以在凱安港口或克拉營地乘船到對面，或在動作技能中選擇「大陸移動」。大陸移動使用後，經過（愛爾琳時間）0、12時可重新使用（如有購買VIP服務則無此項限制）。
另外每個房屋區的公會城堡附近皆有月長石可供開採，作用與星月門類同，使用後可以直接移動到所開採的月長石前。

### 非玩家角色
如同許多的網路遊戲一樣，《瑪奇》中也有許多的非玩家角色（NPC）来提供各種服務，但是《瑪奇》裡的NPC特别之处在于，几乎全部的NPC都是具有性格和背景的人物，并且玩家可與之培養感情，進而可能會有特別的優待。且當你和某個NPC感情夠好時，還可能進行「NPC回憶任務」。在人物與NPC好感度达到一定值时会收到NPC送的道具。使用该道具进入地下城便可以该NPC（也有可能是不止一名NPC）的身份进行冒险，可以通过角色扮演地下城了解NPC背后的故事，主线任务中有大量的NPC扮演情节。
NPC對每個角色都有好感度，可以透過送禮物或兼職來提高（送不當的禮物也可能降低）。提高後除了NPC對話會有不同以外，也可能可以打開秘密商店來購買一些升技能需要的道具。

## 發展
最初這個遊戲構思在2001年4月開始，由DevCAT工作室製作。並於2002年的KAMEX2002遊戲展中第一次發佈。亦在隨後的東京遊戲展中展出。經過多次的測試後，終於在2004年6月22日正式公開服務，這個版本以服務韓國玩家為主。
及後開發商推出了多個不同語言的版本。日本地區是第二個版本，於2005年4月26日公開營運。《瑪奇》的兩個中文版本分别於2005年7月21日（台灣和香港地區，繁体中文）和2005年8月29日（大陆，简体中文）公開營運。中文译名分别取自“Mabinogi” 的兩個音節：「ma」和「gi」（《瑪奇》）以及「no」和「gi」《洛奇》。在官方譯名出現之前，有玩家使用遊戲韓文名稱所對應的漢字(大陸粗口)的譯名稱呼該遊戲，該譯名現在仍然被使用。北美版本在2008年1月30日進行封閉測試。而它的公開測試在3月5日開始，但只供Fileplanet用戶下載使用。完全公開測試在翌日開始，最終在3月27日公開營運。北美的版本在同年的6月20日伸延至澳洲及紐西蘭的玩家。
在發展的過程中，《瑪奇》曾被駭客入侵。2005年10月16到18日，港台的瑪奇遊戲程式被駭客入侵,導致所有伺服器暫停服務，而貝婷伺服器更要到10月28日才恢復服務（其他的伺服器則在10月19日恢復服務）。但由於貝婷伺服器的數據已無法恢復，只好使用一個月前的備份的數據，導致貝婷伺服器的玩家數據被回溯了一個月。2008年1月28日一名16歲青年駭入瑪奇日本官方網站，並偷去共值3千6百萬的瑪奇服務點數。這件事引起網上遊戲點數買賣交易安全的疑慮。

## 反應
自遊戲推出後，玩家都對該遊戲有不錯的評價。有很多玩家給遊戲中的三維視覺效果深深吸引。但坊間的反映意見不一。不過這個遊戲雖然玩家數量不算少，但意外的代理商的宣傳上與遊戲的名氣卻不太顯著，有部分玩家認為是戰鬥方式的入門門檻較高，因此玩家年齡層普遍較高；也有玩家認為是瑪奇於其他線上遊戲的差異性較大。另外在遊戲的忠誠度上，瑪奇的玩家明顯的較高，多數人認為是因為體驗過瑪奇的特別戰鬥方式之後，玩其他遊戲會比較難引起興致。另外，瑪奇亦在巴哈姆特電玩資訊站中連續兩年拿下巴哈遊戲大賞銀賞（2009－2010年），又更進一步連兩年拿下金賞（2011－2012年），可見玩家對其的熱愛程度頗高。

### 南韓
| 出版物        | 評分 |
| ------------- | ---- |
| GameSpot 韓國 | 8.3  |

《瑪奇》這個遊戲最初是在南韓開始運作，所以它的更新進度亦都是最快的。在2004年得到南韓最佳優秀獎、技術創作獎及由南韓影像物分級委員會選定為年度最佳影像物等。

### 日本
這個地區版本是繼南韓版本後推出的，在進行內測之前，其官方網站的留言版已收到30頁的留言。
| 出版物          | 評分                    |
| --------------- | ----------------------- |
| YAHOO香港 Games | （24個玩家評論）        |
| 巴哈姆特        | 9.3分（1159個玩家評論） |

### 北美
| 出版物       | 評分 |
| ------------ | ---- |
| IGN          | 8.0  |
| GameStats    | 8.0  |
| GameTrailers | 9.3  |

北美版本的《瑪奇》是第5個公開的版本，它在2008年3月6日開始運作。在這個版本推出後，得到一些不錯的評價。例如雜誌《PC Gamer US》記者的報導中，認為遊戲中的隊伍建立系統、動畫設計風格和獨有的探險系統都是值得讚揚。
不過《PC Gamer US》的記者則認為，遊戲中的單擊模式和重覆的工序（文中以採羊毛作例子）使人感到煩厭，此亦成為評論的重點。

### 歐洲
Nexon歐洲於2010年1月27日開放兩個測試伺服器：Morrighan 和Macha，並於2010年5月26日正式運營。
Nexon歐洲於2012年4月宣布，由於玩家不足和利潤的下降，歐洲版本的瑪奇將停止運營，並允許歐洲玩家使用新的賬戶在北美伺服器進行遊戲。Nexon北美已解除封鎖歐洲IP。
2012年7月13日，Nexon歐洲宣布停止營運瑪奇和它的客戶服務。

### 大陆
它是第4個公開的版本，和上個（台灣及香港〉版本不同的是，它是使用簡體中文。2005年《洛奇》獲得ChinaJoy的「最佳Q版網遊」獎，以及首屆金翎獎。而《洛奇》在進行公測時，因為人數太多，世紀天成曾二度擴充伺服器，當時官方網站的註冊會員達200萬。

## 相關產品

### 動畫
《露娜與潘的冒險日記》
瑪奇官方所製作的動畫，講述瑪奇的爱琳世界的女孩─露娜，以及她所養的黑羊─潘在爱琳世界的生活與冒險，藉此向玩家介紹瑪奇這款網路遊戲。除了這個動畫外，有時亦可以在代理商的宣傳活動中看見露娜和潘。
- 第一集 一起來做兼職
- 第二集 空手打倒熊的羊
- 第三集 勇闖驚險地下城（上集）
- 第四集 勇闖驚險地下城（下集）
- 第五集 和我一起來減肥吧！
- 第六集 吟遊詩人心之歌
- 第七集 競技場上的決鬥
- 第八集 和朋友在一起

### 電腦遊戲
《瑪奇英雄傳》（Vindictus）
《瑪奇英雄傳》是繼《瑪奇》後第一個外傳電腦遊戲，它是屬於大型多人在線遊戲，這個遊戲同樣地都是由DevCAT工作室製作。
這個遊戲採用和《瑪奇》相同的世界觀，只是《瑪奇英雄傳》的背景是設定在瑪奇主軸時間線的一千年以前，即「莫依圖拉戰爭」發生的時候。因此《瑪奇英雄傳》是作為瑪奇的外傳，而非獨立的遊戲。不過它在遊戲畫面上亦有所改良，而且在某些功能亦會有所改變。另外，工作室採用了維爾福軟件公司的Source引擎。使得遊戲中的畫面顯得有真實感，並且可以做出更多複雜的動作。
DevCAT 工作室在 GStar 2007宣佈正在研發《瑪奇英雄傳》，並證實於2008年中公開。
《瑪奇II》（Mabinogi 2：Arena）
DevCAT工作室於2008年5月推出一個关于《瑪奇II》的30秒宣傳短片，該遊戲和《瑪奇英雄傳》一樣會沿用《瑪奇》的世界觀，但遊戲的系統和畫面將有所不同，為瑪奇的正統續作。
Nexon宣布，《瑪奇II》因市場因素，於2014年1月3日停止開發。
《瑪奇永恆》（Mabinogi Eternity）
NEXON 旗下知名線上遊戲《瑪奇》（Mabinogi）慶祝在韓國上市 19 週年，於2023年6月17日實體活動「Fantasy Party」公開了最新開發計畫《Mabinogi Eternity》（瑪奇永恆），宣告將藉由 Unreal Engine 取代過去 19 年來使用的 Pleione 引擎，不僅將藉此提升遊戲畫面，更加帶動新內容的開發。
《瑪奇英雄傳：反抗命運》（Vindictus：Defying Fate）
NEXON於2025年5月19日公布以《瑪奇英雄傳》世界觀為基礎的動作角色扮演遊戲《瑪奇英雄傳：反抗命運》（暫譯 Vindictus：Defying Fate）將於2025年6月9日（美國時間6月8日）展開全球 Alpha 測試。遊戲採用 Unreal Engine 5 開發。

### Xbox 360
《瑪奇》（Xbox 360 版）
瑪奇的Xbox 360遊戲亦己證實正在研發中，本預計在2007年公開發售。遊戲內容將與 PC 版的相同，但瑪奇（Xbox 360 版）在線條上將更為柔和細膩，且利用 Xbox 360 控制器即可操作，不需鍵盤滑鼠，玩家更可藉由語音通訊彼此溝通，然而 Xbox 360 版與 PC 版並不能跨平台。
後來瑪奇（Xbox 360 版）在2008年由NEXON宣布終止。原本已經開發完畢的遊戲，亦獲得了Teen級別評鑑。最後因NEXON跟Microsoft意見不同而宣布終止。Microsoft與NEXON在最後的代理權上出現爭議，雙方都希望獲得瑪奇（Xbox 360 版）的所有權限。最終兩方無法達成協議而被告終止 。

### 手機遊戲
《瑪奇決戰》（Mabinogi Duel）
《瑪奇決戰》是一款十分考驗戰略規劃的卡牌對戰遊戲，玩家需要利用手上的 12 張卡牌，透過 5 項截然不同的資源來招喚出《瑪奇》以及《瑪奇英雄傳》世界中著名的角色來擊敗眼前的對手。
《瑪奇 - 夢想生活》（Mabinogi：Fantasy Life）
由韓國 Nexon 正式授權中國崑崙遊戲開發的《瑪奇》系列手機遊戲《瑪奇 - 夢想生活》（陸版名稱《洛奇：重生》）即將由奇米娛樂代理在台上市，於2018年11月23日 Google Play 事前登錄活動正式展開。
2019年1月23日，由韓國Nexon授權中國的崑崙遊戲開發，以《新瑪奇》為基礎改編的手機遊戲《瑪奇-夢想生活》開始營運。
《瑪奇 Mobile》（Mabinogi Mobile）
NEXON 於「2017 Mabinogi Showcase: Call of Destruction」首度發表了與 devCAT Studio 聯合開發之手機遊戲《瑪奇 Mobile》（Mabinogi Mobile）的最新宣傳影片。
NEXON 旗下子公司 devCAT 開發的 MMORPG 新作《瑪奇 Mobile》（PC / iOS / Android）於韓國時間 2025 年 3 月 27 日正式上線。

## 相關
- 马比诺吉昂
- 瑪奇英雄傳
- NEXON
- 網路遊戲

## 外部連結

### 官方网站
- 南韓官方網站 （页面存档备份，存于）
- （繁體中文）香港官方網站 （页面存档备份，存于）
- （繁體中文）臺灣官方網站 （页面存档备份，存于）
- （英文）北美官方網站（页面存档备份，存于）
- （日語）日本官方網站 （页面存档备份，存于）
- （简体中文）大陆官方网站 （页面存档备份，存于）
- 《瑪奇：英雄傳》官方網站 （页面存档备份，存于）